# Podregion

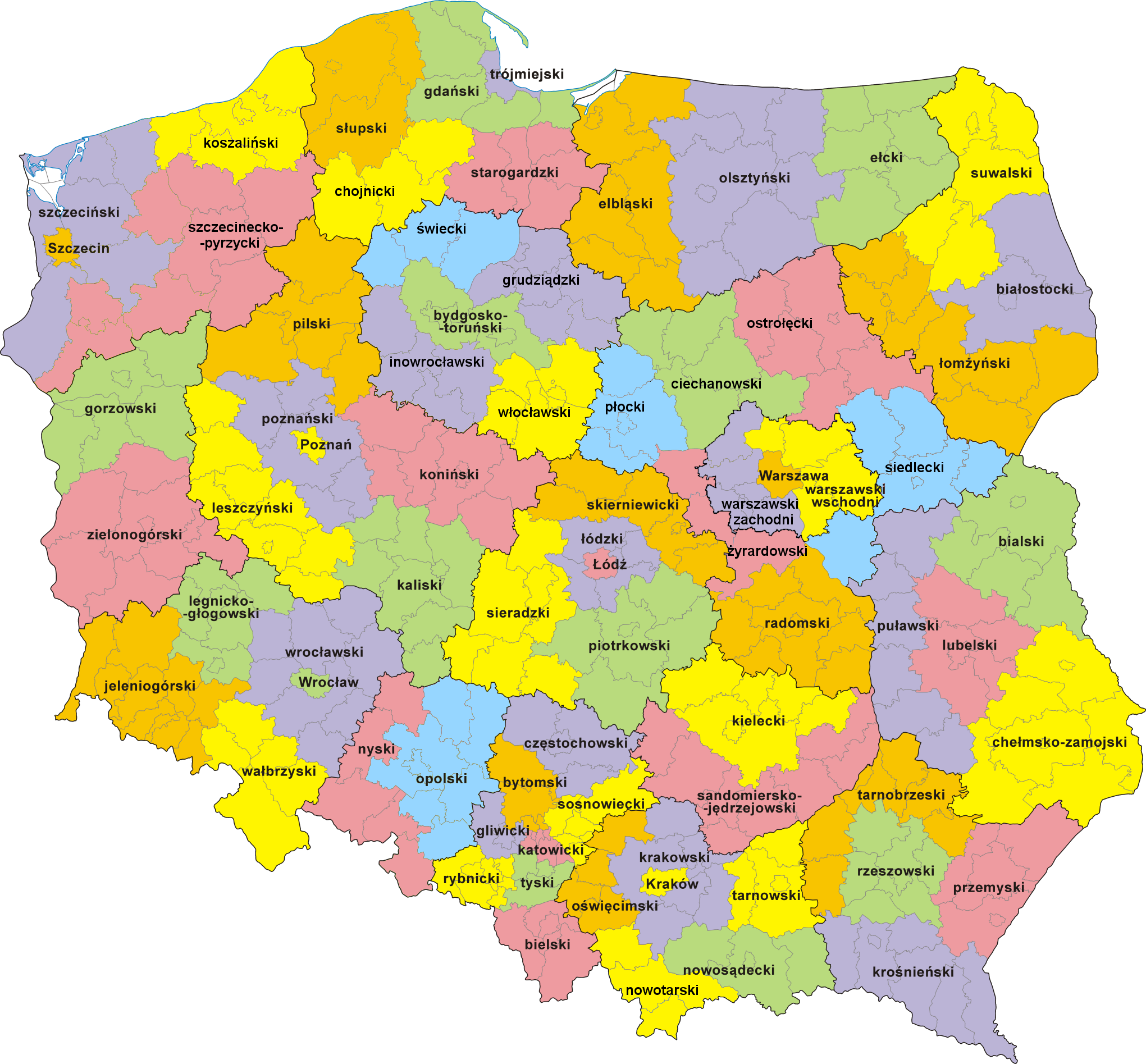
Aktualne jednostki NUTS 3 (podregiony) Polski (od 1 stycznia 2018 roku)

Unia Europejska z wyznaczonymi jednostkami NUTS 3 (w Polsce zaznaczono podregiony

Podregion (subregion, NUTS 3) – pojęcie z nomenklatury jednostek terytorialnych do celów statystycznych w Polsce, związane z klasyfikacją NUTS. Każde z województw grupuje kilka podregionów, a podregion grupuje kilka niższych jednostek tj. powiatów. Od 1 stycznia 2018 roku w Polsce wyodrębnia się 73 podregiony.

## Historia klasyfikacji NTS/NUTS

### NTS 2000
Pojęcie podregionu zostało wprowadzone w Polsce w 2000 r., kiedy wprowadzono Nomenklaturę Jednostek Terytorialnych do Celów Statystycznych (NTS) – wytyczono ich wówczas 44. 

### NTS 2002
W latach 2002–2007 stosowano 45 podregionów.

### NUTS 2007
Od 1 stycznia 2008 do 31 grudnia 2014 w Polsce obowiązywało 66 podregionów. 

### NUTS 2013
W wersji NUTS 2013, obowiązującej od 1 stycznia 2015 roku do 31 grudnia 2017 roku, zwiększono liczbę podregionów do 72.

### NUTS 2016
W wersji NUTS 2016, obowiązującej od 1 stycznia 2018 roku, wyodrębnione zostały w Polsce 73 podregiony.

### NUTS 2021
W aktualnej wersji NUTS 2021, obowiązującej od 1 stycznia 2021 roku, nie wprowadzono zmian na liście podregionów Polski. Od tej wersji w nazwie rewizji przyjmuje się nie rok jej uchwalenia (w tym przypadku 2019), ale rok, w którym rewizja wchodzi w życie.